# Королевские газетчики
«Королевские газетчики» (также «Королевские молодчики», официальное полное название ― «Национальная федерация королевских газетчиков», фр. Fédération nationale des Camelots du Roi) ― молодёжное крыло французского ультраправого роялистского и интегралистского движения «Французское действие», существовавшее в 1908―1936 годах. Наиболее известно благодаря своему участию в ряде уличных демонстраций в 1920-х и 1930-х годах.

## История

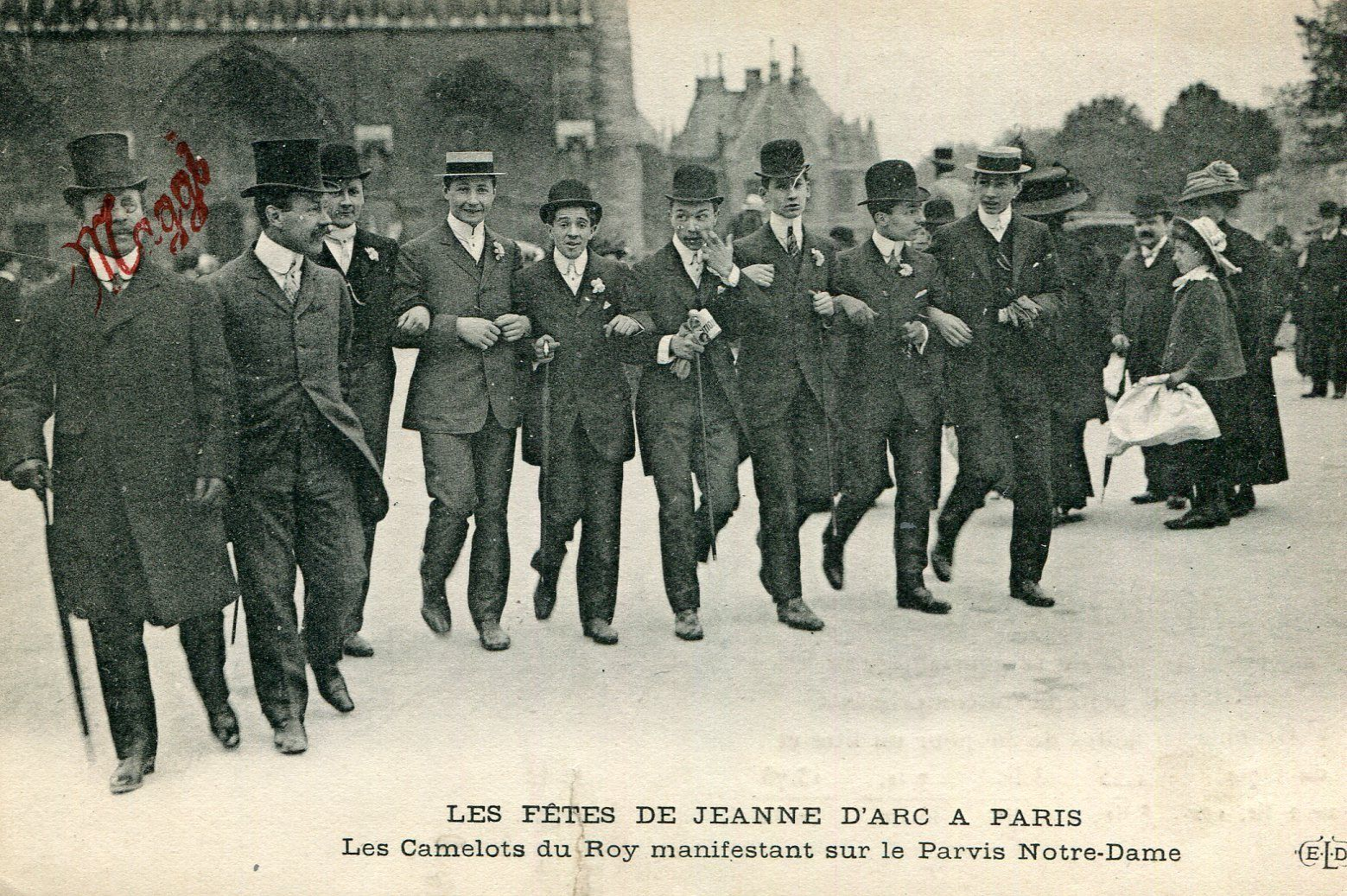
Празднование дня Жанны д'Арк на переднем дворе Нотр-Дам-де-Пари

Организация была учреждена 16 ноября 1908 года. Она находилась под сильным идеологическим влиянием Шарля Морраса и его доктрины «интегрального национализма». Особенную известность королевские газетчики обрели в межвоенный период.
Первоначально «газетчики» занимались продажей на улицах газеты Action française, основанной Анри Вожуа и Морисом Пюжо. В основном членами организации были студенты из Латинского квартала Парижа. Они участвовали во многих драках и уличных столкновениях против организаций левого крыла или конкурирующих ультраправых организаций. Первоначально «газетчиков» возглавлял Максим Реал дель Сарте, президент Национальной федерации королевских газетчиков. В эту роялистскую молодёжную организацию входят такие популярные деятели, как католический писатель Жорж Бернанос, Теодор де Фаллуа, Арман дю Тертр, Мариу Плато, Анри де Лион или Жан де Барро. Последний был членом руководящего комитета Национальной федерации королевских газетчиков и секретарём по особым поручения герцога Филиппа Орлеанского (1869–1926), орлеанистского претендента на французский престол, известного под именем Филиппа VIII.
Газетчики организовали акции против лекций историка Амедея Талама, которого они обвиняли в «оскорблении Жанны д'Арк» (1908). Люсьен Лакур, молодой газетчик, дал памятную пощёчину Аристиду Бриану, будущему премьер-министру Франции. Газетчики также участвовали в протестах против выступлений Анри Бернштейна ― еврейского драматурга, которого они обвинили в дезертирстве во время военной службы (1911). Также они бунтовали против переноса в Пантеон праха философа Жан-Жака Руссо (1912).
Будучи молодыми бунтарями, королевские газетчики вовлекали в свои ряды в том числе и далёких от монархических кругов людей. Их любовь к уличным дракам и прочему насилию вызвали неодобрение со стороны роялистских кругов, в том числе и со стороны герцога Орлеанского. Газетчики приняли активное участие в путче 6 февраля 1934 года, в результате которого пало левое правительство Даладье. 18 января 1936 года организация была распущена вместе с другими ультраправыми лигами.

## Клятва
Вступающие в организацию были обязаны приносить следующую присягу:
«Француз по своему рождению и сердцу, по разуму и по воле, я буду выполнять все обязанности сознательного патриота.
Я обязуюсь бороться со всяким республиканским строем. Республика во Франции обозначает царство иностранцев. Республиканский дух дезорганизует национальную оборону и покровительствует религиозным влияниям, враждебным традиционному католицизму Франции. Надо вернуть Франции режим, который был бы французским.
Наше будущее заключается исключительно в монархии, как её представляет монсеньор герцог Орлеанский, наследник сорока королей, которые в течение тысячи лет создали Францию. Только монархия обеспечивает общественное спасение и отвечает за правопорядок, предупреждая общественные бедствия, обличаемые антисемитизмом и национализмом. Необходимый орган защиты интересов общества, монархия подымает авторитет, благосостояние и честь.

Я присоединяюсь к делу монархической реставрации. Я обязуюсь служить ему всеми средствами»